# Pont Angus L. Macdonald
Le pont Angus L. Macdonald connu localement comme « le vieux pont » est un pont suspendu qui traverse le port de Halifax en Nouvelle-Écosse, une province du Canada ; il a été ouvert le 2 avril 1955 .
Il s'agit d'un des deux ponts suspendus entre la péninsule de Halifax (en) et la ville de Dartmouth dans la municipalité régionale de Halifax. 
Il porte le nom de l'ancien premier ministre de la Nouvelle-Écosse, Angus L. Macdonald[réf. nécessaire], décédé en 1954, et qui a joué un rôle déterminant dans la construction du pont. Il a été conçu par Philip Louis Pratley, l'un des principaux concepteurs de ponts à longue portée au Canada et à qui l'on doit également le pont Lions Gate à Vancouver. Les deux ponts sont de conceptions similaires, ce qui se remarque tout particulièrement dans les tours. Le commanditaire du pont Angus L. Macdonald était la Dominion Bridge Company Ltd. (en).
Du fait de sa proximité avec les centres-villes de Halifax et de Dartmouth, le pont connait régulièrement des embouteillages, notamment aux heures de pointe, encore aggravés par son étroitesse. Les véhicules commerciaux de grande taille n'ont pas le droit d'utiliser le pont et doivent emprunter le pont MacKay (en), plus grand, et situé au nord-ouest du pont Angus L. Macdonald. Les autobus publics faisant le transit peuvent quant à eux faire la traversée via plusieurs itinéraires de Halifax Transit (en). En 2014-15, le nombre moyen de passages de véhicules par mois était de 1 183 095.
Depuis 2015, le péage pour les véhicules de tourisme ordinaires est de 1,00 $ en espèces ou de 0,80 $ avec le système de péage électronique MACPASS (des jetons de 60 ¢ étaient autrefois utilisés mais ne sont plus acceptés depuis le 1er mai 2008). Le péage initial, à l'ouverture du Macdonald en 1955, était de 40 cents plus 5 cents par passager. Il existait également un péage distinct pour les camions, les cyclistes, les piétons, les motos et les chevaux/cavaliers.

## Histoire
La construction du pont a eu lieu entre 1952 et 1955. Des caissons ont été utilisés pour les travaux sous-marins. Cinq ouvriers sont morts en tombant des passerelles pendant la construction. Le pont a été ouvert le 2 avril 1955 et a coûté à l'origine 11,5 millions de dollars.

## Modernisation de 1999
Un chantier de modernisation a été entrepris à la fin des années 1990 et achevé en 1999. Les deux voies et le trottoir d'origine ont été transformés en trois voies, la voie centrale étant utilisable dans les deux sens en fonction du trafic. 
Pour alléger le poids de la chaussée, l’asphalte et le béton ont été remplacés par un revêtement en acier spécial (des dalles orthotropes). De nouvelles voies pour les cyclistes et les piétons ont été ajoutées à l'extérieur de la structure pour remplacer les trottoirs initiaux. Dans un souci esthétique, des éclairages ont été ajoutés pendant le projet de modernisation, de telle sorte que les tours du pont ont pu, pour la première fois, être éclairées tous les soirs du coucher du soleil jusqu'à minuit. Des critiques ont considéré cet effort comme un gaspillage d'électricité, étant donné les fréquentes conditions météorologiques brumeuses du port de Halifax. L'autorité responsable du pont a estimé que l'éclairage coûtait plus de 50 000 dollars par an en 1999.

## Controverse des barrières anti-suicide
Le pont Angus L. Macdonald a attiré l'attention des médias puisqu'il s'agirait de l'endroit où le célèbre militant écologiste Tooker Gomberg (en) se serait suicidé le 3 mars 2004. 
En juin 2004, le ministère de la Défense nationale a intenté une action en justice contre la Bridge Commission, alléguant que de la neige, de la glace, des bouteilles et d'autres débris tombaient sur la base des Forces canadiennes Halifax en contrebas, mettant en danger le personnel. Le MDN a d'abord demandé 527 000 dollars de dommages-intérêts pour ses efforts de protection des employés, montant qui a ensuite été porté à 1,04 million de dollars. Le problème aurait été exacerbé lorsque les clôtures à mailles losangées du pont avaient été enlevées lors de la modernisation de 1999. En juillet 2007, dans le cadre du règlement, des barrières anti-suicide ont été installées le long de 22 % de la voie piétonne à l'extrémité ouest du pont (culée de Halifax) pour prévenir les tentatives de suicide et protéger le personnel de la marine en dessous.
Au départ, la Halifax-Dartmouth Bridge Commission s'inquiétait du fait que la structure n'était pas capable de supporter le poids supplémentaire de l'installation de barrières de sécurité sur toute la portée du pont. Une modélisation informatique ultérieure a permis d'éliminer les craintes initiales et, le 13 mai 2009, le directeur général et PDG de la Halifax-Dartmouth Bridge Commission, Steve Snider, a annoncé qu'un appel d'offres pour l'extension des barrières sur toute la longueur du pont serait lancé en juin 2009. En mars 2010, les sections restantes de la barrière de sécurité ont été installées, de sorte que le pont dispose désormais de barrières de sécurité le long de 100 % de ses voies piétonnes.

## Le "Big Lift" de 2015
À partir de 2015, une autre rénovation majeure du pont a commencé, avec la suppression temporaire de la voie piétonne et des pistes cyclables. Pour un coût de 150 millions de dollars, toutes les pièces d'acier qui composent les travées suspendues, à l'exception des tours et des deux câbles principaux, ont été remplacées ; les travées d'approche non suspendues sont restées. De nouveaux câbles verticaux ont été nécessaires en raison du déplacement des fermes de raidissement du niveau du pont supérieur au niveau du pont inférieur. La construction s'est principalement déroulée pendant la nuit, le pont étant ouvert à la circulation pendant la journée, mais de nombreuses fermetures ont été nécessaires pendant tout le week-end. La partie remplacement du projet a été achevée en février 2017.
Après le pont Lion's Gate (en), ce n'était que la deuxième fois qu'un pont suspendu voyait ses travées suspendues complètement remplacées tout en continuant à permettre une circulation régulière pendant la journée. Les principaux travaux d'ingénierie du projet ont été réalisés par la même entreprise qui a géré les travaux du pont Lion's Gate.
Pendant le projet du Big Lift, Halifax Transit a continué à assurer son service régulier de bus conventionnel sur le pont Macdonald, sauf pendant les périodes de fermeture du pont. Pendant les fermetures programmées, Halifax Transit (en) a exploité un service de navette utilisant le pont MacKay.
Halifax Bridges a également mis en place un service de navette gratuit, 24 heures sur 24, pendant les travaux de construction, afin de répondre aux besoins des piétons et des cyclistes qui empruntent le pont. Il fonctionnait en mode "load-and-go" pendant les heures de pointe du matin et de l'après-midi en semaine, et selon un horaire de 30 minutes à tous les autres moments de la journée et de la nuit.